# Burchardinger
 (août 2024).
Les Burchardinger ou Hunfriding sont une dynastie alémanique qui régna de 799 à 973 sur la Souabe. Ils sont les ancêtres directs de la maison de Wettin.
Le nom Burchadinger vient du prénom de trois membres majeurs de cette dynastie : Burchard Ier de Souabe, Burchard II de Souabe et Burchard III de Souabe.

## Filiation
- Hunfried Ier, margrave d’Istrie et de Raetia 807-835 ⚭ Hitta
  - ? Hunfried II, comte d’Istrie, fondateur de Schänis, 823-824 comte en Raetia
  - Adalbert Ier. (mort le 8 janvier 846), comte de Raetia et de Thurgovie c. 836-c. 838 ⚭ NN
    - Udalrich, seigneur de Schänis
    - Hunfried III, comte dans le Zürichgau
    - Adalbert II, der Erlauchte (mort v. 900/906), comte de Thurgovie, Albgau, Hegau, am Untersee et bertholdsbaar
      - Burchard Ier (855/860 - exécuté le 5 novembre 911), margrave de Raetia, comte de Thurgovie et baar, 909-911 duc de Souabe (Liutgard de Saxe) ⚭)
        - Burchard II. (883/884 - 28 avril 926 près de Novare), margrave de Raetia, duc de Souabe 917-926 ; ⚭ 904 Regelinda (vers 888 - après 959), probablement fille du comte Eberhard II dans le Zürichgau (Eberhardinger) et Gisela; elle épousa en secondes noces Conradine Hermann Ier, duc de Souabe de 926 à 949 ;
          - Gisela, abbesse de Waldkirch (vers 905 - 26 octobre 923/925) ⚭ Hermann Graf im Pfullichgau (mort après 954)
          - Hicha (c. 905 - 950, ⚭ Werner V (c. 899 - c. 935) Comte dans le Nahegau etc., fils : Conrad le Rouge) (Salier)
          - Berta (vers 907 - 2 janvier 961, ⚭ I 922 Rodolphe II (mort le 11 juillet 937) Roi de Stronghold depuis 912, roi d’Italie 920 – 926, roi de Basse-Bourgogne (Arelat) depuis 933 (Guelfes); ⚭ II 938 Hugues le Mal (mort 947), comte d’Arles et de Vienne, depuis 926 roi d’Italie (Bosonides)))
          - Burchard III (c. 915 - 11 novembre 973) Duc de Souabe depuis 954, ⚭ I Wieltrud (Immedinger), non documenté; ⚭ II 954 Hadwig (Souabe) (morte le 28 août 994), fille du duc Henri Ier de Bavière (Liudolfinger)
            - (I) Bertha ⚭ Waldred (Immedinger), non documentée
            - (I) Dedi (Dietrich), peut-être ancêtre des Wettins, non documenté
            - (I) Burchard, comte dans le Liesgau, peut-être ancêtre des comtes de Goseck, comte palatin de Saxe, non documenté
            - (I) Hermann, non documenté
            - (I) Hamelrich, non documenté

          - Adalrich, le Saint Moine à Einsiedeln (mort en 973)

        - Udalrich de Souabe (884/885 - 30 septembre...)

      - Adalbert III, comte de Thurgovie, comte de Scherragau (exécuté le 6 juin 911)
      - Dietbirg (Theotberga) ⚭ Hucbald, comte de Dillingen (mort en 909)
      - Manegold

## Descendance hypothétique
Burchard de Thuringe pourrait être l'arrière grand père de Thierry Ier de Liesgau auquel cas la maison de Wettin serait issue des Burchardinger.